# Incidente de Bokhundjara
O incidente de Bokhundjara em 2007 refere-se a uma escaramuça que ocorreu entre a Geórgia e uma de suas repúblicas separatistas, a Abecásia, perto da fronteira com a Geórgia propriamente dita em 20 de setembro de 2007, entre os comandos georgianos do Ministério do Interior e os guardas de fronteira da Abecásia. A Missão de Observação das Nações Unidas na Geórgia (UNOMIG) lançou uma investigação independente do incidente. Em 11 de outubro de 2007, divulgou um relatório da situação, confirmando que o incidente ocorreu em território controlado pela Abecásia, no sopé do Monte Bokhundjara, confirmando a versão abecásia do acontecimento. Em 27 de outubro de 2007, a Geórgia libertou os milicianos abecazes presos e os entregou para os observadores da ONU como um "sinal de boa vontade".

## Escaramuça
O confronto entre as forças do Ministério do Interior da Geórgia e os guardas de fronteira da Abecásia foram relatados pela primeira vez pelo lado georgiano em 20 de setembro de 2007, as autoridades da Abecásia confirmaram o fato e vítimas. No entanto, os dois relatórios divergiram, de onde exatamente o conflito ocorreu e qual dos lados atacou primeiro. Em um tiroteio, os abecazes perderam dois homens, pelo menos dois feridos e sete capturados pelas forças georginas.
Tanto as fontes georgianas como as abecazes concordaram que os dois policiais mortos em ação eram russos, que tinham anteriormente servido nas forças de manutenção da paz da CEI e, em seguida, haviam treinado militares abecazes perto da cidade de Tkvarcheli. No entanto, as autoridades militares russas negaram qualquer envolvimento de oficiais russos no incidente. 
Após o conflito, a administração abecaze colocou suas forças em estado de alerta e começou a mobilização de tropas perto do Vale de Kodori. Em 21 de setembro de 2007, o diário russo Gazeta informou, com base em relatos de testemunhas, que o tiroteio ocorreu entre a unidade de manutenção da paz russa e os guardas de fronteira da Abecásia com as baixas resultantes de ambos os lados. Nem os abecásios nem as autoridades russas comentaram sobre isso, no entanto.